# Kukačka rudochocholatá
Kukačka rudochocholatá (Dasylophus superciliosus) je druh kukačky, která se endemicky vyskytuje v nížinatých tropických lesích filipínského ostrova Luzon a několika jeho přilehlých menších ostrovů. Druhové jméno odkazuje k rudé chocholce, která začíná mezi očima a pokračuje přes černou hlavu k šíji.

## Systematika
Za taxonomickou autoritu druhu se považuje francouzský přírodovědec Charles Dumont de Sainte-Croix, jenž kukačku popsal v roce 1823. Kukačka rudochocholatá se vyskytuje ve dvou poddruzích s následujícím rozšířením:
- D. s. cagayanensis (Rand & Rabor, 1967) − severovýchodní Luzon (provincie Cagayan);
- D. s. superciliosus (Dumont, 1823) − jižní Luzon (jižně od Cagayanu) včetně ostrovů Catanduanes, Marinduque a Polillo.

Druhové jméno superciliosus pochází z latinského supercilium („obočí“).

## Výskyt
Obývá nížinaté vlhké lesy a lesní okraje do 800 m n. m. Vedle původních pralesů se vyskytuje i v sekundárním lese, travnatých oblastech posetých křovinami nebo na zalesněných březích řek, potůčků a jezer. Zdržuje se v nižších patrech lesa blízko u země.

## Popis

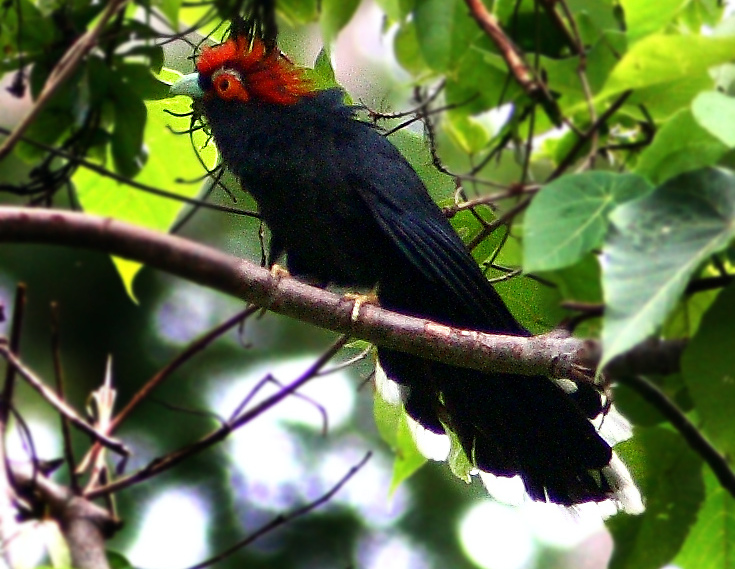
Kukačka rudochocholatá

Kukačka rudochocholatá dorůstá do délky 41 cm, z čehož kolem 23 cm tvoří ocas. Hlava je černá s nepříliš výrazným zeleným odleskem. Přes hlavu se táhne rudá, poněkud neupraveně vypadající chocholka, která začíná již mezi očima a pokračuje přes černou korunku dále k šíji. Svrchní část těla včetně křídel je černá, spodní část křídel je světle hnědá. Ocasní pera se postupně prodlužují, jsou černá se zelenomodrým odleskem a širokými bílými konečky. Duhovky jsou žluté. Oblast kolem očí je neopeřená, takže prosvítá holá kůže, která je u samců oranžovočervená a u samic sytě žlutá. Zobák je hráškový, kůže kolem kořene zobáku oranžová. Nedospělí jedinci nemají chocholku, jejich opeření je spíše nahnědlé nežli černé, ocas kratší, kůže kolem očí žlutá, duhovky jsou tmavě hnědé.

## Biologie
Vyskytuje se samostatně nebo v páru a pomalu se pohybuje hustým houštím, kde sbírá potravu. V případě vyrušení se uchyluje k nemotornému letu těsně nad zemí do vzdálenosti asi 15 metrů, načež přistane a dá se na útěk. Živí se velkým hmyzem jako jsou brouci a kobylky, nepohrdne ani mravenci, červy nebo menšími obratlovci jako jsou plazi. Jídelníček si zpestřuje rostlinným materiálem. Zahnizďuje snad od března do června. Patrně se jedná o neparazitickou kukačku, která si staví hnízdo a vychovává své potomky sama.

## Ohrožení a početnost
Mezinárodní svaz ochrany přírody (IUCN) považuje kukačku rudochocholatou za málo dotčený druh, nicméně populace klesá následkem úbytku přirozeného prostředí. Početnost druhu nebyl kvantifikována, avšak kukačka bývá popisována jako běžná.